# Мирза Салимбек
Мирза Салимбек ибн Мухаммад Рахим (узб. Mirza Salimbek ibn Muhammad Rahim; 1850 года, Бухарский эмират — 1930 года, Узбекская ССР) — государственный и военный деятель, дипломат, бек — губернатор многих бекств, диванбеги, главный закятчи — министр финансов (1917—1920), историк и поэт эпохи Бухарского эмирата.

## Политическая деятельность
Мирза Салимбек начинал карьеру писцом у Зиёвуддинского бека.
Побывал наместником многих амлакдарств и бекств Бухарского эмирата. Был присвоен военный чин туксабо.
Выполнял дипломатические поручения эмира в Ташкенте (1873—1885) и Санкт-Петербурге (1885).
При Колесовском походе командовал бухарским войском.
Был главным лицом в переговорах с революционными властями Туркестана в 1918—1919 годы, а также принимал участие в переговорах с англичанами.
После Бухарской операции войск РСФСР был арестован и отправлен в ссылку в Сибирь, спустя год был освобожден.
При Бухарской Народной Советской Республики работал администратором, принимал участие в исторических исследованиях, заведовал библиотекой старинных книг.

## Творчество
Мирза Салимбек писал исторические сочинения и стихи.
Рукопись Мирза Салимбека «Тарих-и Салими», освещает, в основном, события истории Бухарского эмирата времени правления последних представителей династии мангытов.

## Смерть
Мирза Салимбек умер в 1930 году.